# Nešukaj
Nešukaj (in lingua russa Нешукай) è un centro abitato dell'Adighezia, situato nel Teučežskij rajon. La popolazione era di 897 abitanti al dicembre 2018. Ci sono 14 strade.